# Сан-Клементе (Куенка)
Сан-Клементе (ісп. San Clemente) — муніципалітет в Іспанії, у складі автономної спільноти Кастилія-Ла-Манча, у провінції Куенка. Населення — 7204 особи (2010).
Муніципалітет розташований на відстані близько 160 км на південний схід від Мадрида, 80 км на південь від Куенки.

## Демографія
Динаміка населення (INE ):